# ألان ميتلاند
ألان ميتلاند (بالإنجليزية: Allan Maitland)‏ هو لاعب كرة قدم ومدرب كرة قدم بريطاني، ولد في 14 مايو 1960.

## وصلات خارجية
- ألان ميتلاند على موقع قاعدة بيانات كرة القدم.إي يو (الإنجليزية)